# Makresj
Makresj (bulgariska: Макреш) är en ort i Bulgarien.   Den ligger i kommunen Obsjtina Makresj och regionen Vidin, i den nordvästra delen av landet, 130 km norr om huvudstaden Sofia. Makresj ligger 176 meter över havet och antalet invånare är 660.
Terrängen runt Makresj är huvudsakligen platt, men söderut är den kuperad. Makresj ligger nere i en dal. Närmaste större samhälle är Belogradtjik, 15,7 km söder om Makresj.
Trakten runt Makresj består till största delen av jordbruksmark. Runt Makresj är det ganska glesbefolkat, med 21 invånare per kvadratkilometer.